# ATTESA
ATTESA (акронім від Advanced Total Traction Engineering System for All-Terrain) — це система повного приводу, яка використовується в деяких автомобілях, вироблених японським автовиробником Nissan, включаючи деякі моделі під його розкішною маркою Infiniti.
«Механічна» система ATTESA була розроблена для транспортних засобів з поперечним або переднім приводом і вперше була представлена на японському ринку разом із RNU12 Bluebird, який розпочав виробництво у вересні 1987 року. Система працювала прямо у всіх моделях серії U12 (RNU12/HNU12). і встановлювався на численні моделі U12 з різними комбінаціями двигуна та трансмісії. Майже ідентична система встановлена на RNN14 Pulsar GTi-R, HNU13 Bluebird і HNP10 Primera, знаходячи використання в багатьох інших моделях Nissan.
Цілком подібно до пропозицій інших виробників, привід переходить від коробки передач до центрального в’язкого диференціала підвищеного тертя, у роздавальну коробку, що розділяє привід до розташованого поруч переднього диференціала, а хвостовий вал, з’єднаний із заднім диференціалом автомобіля .
Починаючи з 2000 модельного року і далі, система отримала оновлення, де, як і у типових передньопривідних автомобілях, коробка передач тепер містить диференціал, який приводить в рух передні колеса. Однак додатковий вал від цього диференціала також приводить в рух конічну шестерню , розміщену в роздавальній коробці, яка постійно повертає карданний вал для задніх коліс (тобто «центрального» диференціала більше немає). У задньому диференціалі розташована віскомуфта, яка за нормальних умов роз’єднана. Це означає, що для звичайного водіння система працює лише з переднім приводом . Коли комп’ютер виявляє пробуксовку передніх коліс, віскомуфта вмикається і передає до 50% крутного моменту на задні колеса. Ця система є кращою в деяких аспектах, оскільки стандартна робота FWD є меншою втратою потужності через тертя. Однак це вже не система постійного повного приводу, і оскільки муфта знаходиться в задньому диференціалі, сам карданний вал постійно приводиться в рух, навіть якщо він ні до чого не підключений, що зменшує потужність і ефективність (аналогом є передній карданний вал позаштатної вантажівки 4x4 без блокування ступиць). 

## Варіації

### E-TS
Версія Electronic Torque Split цієї повнопривідної архітектури є вдосконаленою системою, розробленою для автомобілів Nissan із поздовжнім розташуванням трансмісії. Вперше він був використаний у серпні 1989 року в Nissan Skyline GT-R R32 і Nissan Skyline GTS-4 . Хоча Skyline GT-R має виключно повний привід із механічною коробкою передач, ATTESA E-TS також використовується в моделях Nissan із заднім приводом (RWD) із встановленою автоматичною коробкою передач, наприклад A31 Nissan Cefiro, який став другим Nissan, який використовує цю систему рівно через рік, у серпні 1990 року, і автомобілі на базі платформи Nissan FM (які продаються на деяких ринках під брендом Infiniti класу люкс).
Версія ATTESA E-TS використовує здебільшого звичайну задньопривідну трансмісію. Привід на задні колеса постійний через хвостовий вал і задній диференціал , але привід на передні колеса є складнішим завдяки використанню роздавальної коробки в задній частині трансмісії. Розподіл крутного моменту між передніми і задніми частинами може змінюватися від 0:100 під час прискорення до максимуму 50:50.
Привід для передніх коліс походить від роздавальної коробки, закріпленої болтами на кінці майже традиційної задньопривідної трансмісії Nissan. З правого боку з роздавальної коробки виходить короткий карданний вал для передніх коліс. Усередині роздавальної коробки багаторядний ланцюг приводить у рух багатодисковий пакет мокрого зчеплення. Привід від ланцюга розподіляється за допомогою цього пакету зчеплення в «диференціалі» роздавальної коробки (система, таким чином, не включає звичайний диференціал передач, як у компонуванні повного приводу, а скоріше центральне зчеплення), подібне до типу, що використовується в система Steyr-Daimler-Puch у Porsche 959. Цей блок змащується спеціальною рідиною NS-ATF (спеціальна рідина для автоматичних коробок передач Nissan) і жодним чином не з’єднаний з рідиною в коробці передач. Деякі моделі Nissan мають зовнішній охолоджувач з електричним насосом для охолодження цієї рідини.
У верхній частині заднього диференціала розташований електричний насос високого тиску малого об’єму. Цей насос створює нормальний тиск ATF (0-288 фунтів на кв. дюйм) у роздавальній коробці, щоб задіяти пакет зчеплення. Ця рідина зачіпає лише пакет зчеплення і не змішується з NS-ATF, що змащує роздавальну коробку. Чим вищий тиск рідини в роздавальну коробку подається від насоса, тим сильніше зачіпається пакет зчеплення, що дозволяє змінювати крутний момент на передніх колесах. Виходячи з роздавальної коробки, передній ведучий вал проходить уздовж правої сторони трансмісії в диференціал, розташований праворуч від картера двигуна. Це литий алюмінієвий агрегат із картером і переднім диференціалом, виготовленими як єдине ціле, яке неможливо розділити. Передня права вісь коротша за ліву, тому що диференціал ближче до правого колеса. Передня ліва вісь проходить через картер двигуна до лівого колеса. 
Для керування системою ATTESA E-TS існує 16-розрядний комп’ютер, який відстежує рух автомобіля 10 разів на секунду, щоб визначити втрату зчеплення шляхом вимірювання швидкості кожного колеса за допомогою датчиків ABS. Крім того, триосьовий G-сенсор, встановлений під центральною консоллю, подає бічні та поздовжні дані в комп’ютер, який керує як системою повного приводу ATTESA-ETS, так і системою ABS. Тоді комп’ютер може направляти до 50% потужності на передні колеса. Коли на одному із задніх коліс виявлено пробуксовку (заднє колесо повертається на 5% або більше, ніж передні колеса), система спрямовує крутний момент на передні колеса, які керують диференціалом без обмеження проковзування. Замість того, щоб весь час блокувати повний привід або використовувати систему «все або нічого», система ATTESA E-TS може розподіляти різні коефіцієнти крутного моменту на передні колеса, як вважає за потрібне. Це забезпечує водія повнопривідним транспортним засобом, який працює як задньопривідний автомобіль за ідеальних умов і може відновлювати контроль, коли умови не такі ідеальні.
З заводу система налаштована таким чином, щоб забезпечити невелику надмірну поворотність під час керування, і фактично, чим сильніше автомобіль потрапляє в поворот, ТИМ МЕНШЕ система повного приводу зачіпає передні колеса. Це сприяє надмірній поворотності, а не недостатній, яка є очевидною в більшості повнопривідних автомобілів. Перевагою більш традиційної системи ATTESA ( Viscous LSD ) є відповідь за соті частки секунди.
Деякі моделі, оснащені системою ATTESA E-TS (наприклад, Nissan Stagea RS4), мають кнопку «S» на приладовій панелі. Це обійде систему керування комп’ютера ATTESA E-TS і заблокує роздавальну коробку в режимі повного приводу. Це слід використовувати лише на низьких швидкостях у снігових/ожеледних умовах, оскільки в цьому режимі недостатня поворотність значно збільшується.

### E-TS Pro
У 1995 році, представивши R33 Skyline GT-R, Nissan представив нову версію своєї системи ATTESA. Його назвали ATTESA-ETS Pro як оновлення попереднього ATTESA-ETS. Він був стандартним обладнанням у моделі R33 і R34 Skyline GT-R V.spec (Victory Specification) і пропонувався як опція на стандартних моделях Skyline GT-R під назвою «опція Active LSD ». Активний задній LSD також був доступний як опція на деяких задньопривідних Nissan, таких як R33 GTS25t, C34 RS Stagea та Y33 Cima S-Four.
ATTESA E-TS Pro відрізняється від стандартного ATTESA E-TS кількома параметрами. Якщо ATTESA E-TS контролює розподіл крутного моменту між переднім і заднім колесами, система Pro також здатна розподіляти крутний момент ліворуч і праворуч на задні колеса. Це робиться за допомогою активного заднього LSD . Крім того, ATTESA E-TS Pro продавався як контроль системи ABS для кожного колеса незалежно, тоді як попередній комп’ютер ABS міг визначати швидкість кожного колеса, його насос ABS є лише 3-канальним (обидва задні гальма з’єднані як пара). Хоча це не є частиною системи повного приводу, комп’ютер використовує ті самі датчики для визначення ковзання коліс і зчеплення з дорогою.
На автомобілях, оснащених ATTESA E-TS Pro, передній диференціал залишається стандартним диференціалом, не пов’язаним із системою ATTESA E-TS Pro.
R33 Skyline регулярно оновлює швидкість задніх коліс на датчиках швидкості коліс 100 разів на секунду, а R34 Skyline регулярно оновлює швидкість задніх коліс на датчиках коліс 1000 разів на секунду.
Nissan GT-R 2009 року випуску використовує оновлену версію ATTESA E-TS, яка розроблена для роботи з компонуванням задньої трансмісії автомобіля. Система унікальна тим, що в ній використовуються два карданних вали під центральною лінією автомобіля, а другий карданний вал проходить трохи правіше основного карданного вала, який передає потужність на передні колеса.
На відміну від попередніх систем ATTESA, які значною мірою покладалися на механічний зворотний зв’язок, система в GT-R використовує електронні датчики та гідравлічні зчеплення. Він також має систему контролю швидкості повороту, ефективно керуючи кутом ковзання. Розподіл крутного моменту між переднім і заднім ходом може змінюватися від 2:98 під час старту стоячи до максимуму 50:50

## Моделі та види
| Модель Nissan | Рік випуску    | Тип ATTESA |
| ------------- | -------------- | ---------- |
| Avenir        | 1990 рік       | ATTESA     |
| Avenir        | 1998 рік       | ATTESA     |
| Bluebird      | 1987 рік       | ATTESA     |
| Primera       | 1991–1999 роки | ATTESA     |
| Prairie       | 1989 рік       | ATTESA     |
| Prairie       | 1992 рік       | ATTESA     |
| Prairie       | 1994 рік       | ATTESA     |
| Pulsar        | 1989 рік       | ATTESA     |
| Pulsar        | 1997 рік       | ATTESA     |
| Pulsar        | 1999 рік       | ATTESA     |
| Sunny         | 1989 рік       | ATTESA     |
| Sunny         | 1992 рік       | ATTESA     |
| Sunny         | 1997 рік       | ATTESA     |
| Sunny         | 2000 рік       | ATTESA     |

Система ATTESA E-TS використовується в наступних моделях:
- R32 і R33 (1989–1997) GT-R, GTS-4 Skyline
- Y32 і Y33 1992-2001 Nissan Cima Type II Limited S-Four
- 1990–1994 Nissan Cefiro SE4, LNA31
- Nissan Skyline GT-R - 1989–2003
- Nissan Stagea
- Nissan Laurel C34 (1994-1997) і C35 (1997-2002)
- 1997–2003 Infiniti QX4
- Infiniti G35x/G25x/G37x / Nissan Skyline (V35 і V36)
- Infiniti M35x/45x/37x/56x / Nissan Fuga
- Infiniti QX70
- Кросовер Infiniti EX / Nissan Skyline Crossover (з Active Brake Limited Split для розподілу крутного моменту збоку в бік, за потреби)
- Nissan Cedric (Gloria/Cedric з двигуном RB25DET)
- Nissan Skyline Sedan 350GT FOUR Hybrid / Infiniti Q50

Система ATTESA E-TS Pro використовується в наступних моделях:
- R33 (1995–1997) Nissan Skyline GT-R (пропонується як заводська опція)
- R33 Nissan Skyline GT-R V-spec
- R34 (1998–2002) Nissan Skyline GT-R V-spec, V-spec II та M-spec
- R35 (2008–2025) Nissan GT-R R35 (інша реалізація)

## Дивіться також
- 4Matic - система повного приводу від Mercedes-Benz
- 4motion - система повного приводу від Volkswagen
- Quattro - система повного приводу від Audi